# Kozlov (district d'Olomouc)
Pour les articles homonymes, voir Kozlov.
Kozlov (en allemand : Kozlau) est une commune du district et de la région d'Olomouc, en République tchèque. Sa population s'élevait à 279 habitants en 2023.

## Géographie
Kozlov se trouve à 9 km au nord-nord-ouest de Lipník nad Bečvou, à 20,5 km à l'est d'Olomouc, à 59 km au sud-ouest d'Ostrava et à 230 km à l'est-sud-est de Prague.
La commune est limitée par zone militaire Libavá au nord, par Potštát et Hranice à l'est, par Lipník nad Bečvou, Bohuslávky et Dolní Újezd au sud, et par Velký Újezd à l'ouest.

## Histoire
La première mention écrite de la localité date de 1364.

## Administration
La commune se compose de deux sections :
- Kozlov
- Slavkov

## Transports
Par la route, Kozlov se trouve à 14 km de Lipník nad Bečvou, à 25 km d'Olomouc, à 80 km d'Ostrava et à 69 km de Prague.

## Personnalités
- Matthias Sindelar (1903-1939), immense joueur de football des années 1930, réfractaire au nazisme, par ailleurs grand joueur d'échecs, y est né.